# Satyrus uhagonis
Satyrus uhagonis är en fjärilsart som beskrevs av Charles Oberthür 1875. Satyrus uhagonis ingår i släktet Satyrus och familjen praktfjärilar. Inga underarter finns listade.